# František Mráček
František Mráček (ur. 13 kwietnia 1914) – czechosłowacki zapaśnik walczący w stylu klasycznym. Olimpijczyk z Berlina 1936, gdzie odpadł w eliminacjach w kategorii 87 kg
Brązowy medalista mistrzostw Europy w 1934. Czterokrotny mistrz kraju w stylu klasycznym, w latach: 1931, 1933, 1934 i 1941, a w stylu wolnym w 1935 roku.
- Turniej w Berlinie 1936

Przegrał z Olafem Knudsenem z Norwegii i Mustafą Avcioğlu-Çakmakiem z Turcji.